# Silnice I/14 (Slovensko)
Silnice I/14 (I/14) je silnice I. třídy na středním Slovensku, která prochází územím okresů Banská Bystrica a Turčianske Teplice. Vznikla překategorizováním původní silnice II. třídy 577 a její celková délka je 24,802 km. Je to horská silnice, která sedlem Malý Šturec 890 m n. m. překonává horský terén na styku Velké Fatry a Kremnických vrchů a je významnou spojnicí regionů Pohroní a Turiec. Přes I/14 je po celé délce veden nezpoplatněný horský přechod Šturec. Silnici postavila koncem 15. století turzovsko-fuggerovská společnost.

## Průběh
Silnice začíná na katastrálním území města Banská Bystrica, kde u městské části Uľanka odbočuje ze silnice I/59. Směřuje na severozápad dolinou říčky Bystrica a sleduje železniční trať Vrútky – Zvolen. Nejdříve prochází obcí Harmanec, následně sousedním Dolným Harmancem, sleduje tok potoka Harmanec, pokračuje kolem Harmanecké jaskyně na levé straně a přes osadu Horný Harmanec. Potom začíná serpentinami stoupat do sedla Malý Šturec, opouští údolí Harmanca a postupně klesá do doliny potoka Biela voda a zároveň do regionu Turca. Prochází kolem rekreační osady Bartoška a kolem odbočky do obce Čremošné (III/2174). Dále sleduje tok říčky Teplica a jižně od města Turčianske Teplice, v blízkosti motorestu Šturec se vidlicovitě připojuje na silnici I/65.